# أوبرهوفين ليه ويسيمبورغ
أوبرهوفين ليه ويسيمبورغ (بالفرنسية: Oberhoffen-lès-Wissembourg)‏ هي بلدية فرنسية تقع في إقليم الراين الأسفل من منطقة ألزاس في شمال شرق فرنسا. تبلغ مساحة هذه المدينة 3.03 (كم²)، يبلغ عدد سكانها 321 نسمة حسب إحصاء المعهد الوطني للإحصاء والدراسات الاقتصادية سنة 2009 م. وترأس روبرت أرنولد (كرة سلة) البلدية خلال فترة (2001 - 2008).

## وصلات خارجية
- صفحة البلدية على موقع المعهد الوطني للإحصاء والدراسات الاقتصادية (بالفرنسية)